# Rūd Moshk
Rūd Moshk (persiska: رود مشک, Rūd Moshg) är en ort i Iran.   Den ligger i provinsen Kerman, i den sydöstra delen av landet, 1 000 km sydost om huvudstaden Teheran. Rūd Moshk ligger 871 meter över havet och antalet invånare är 197.
Terrängen runt Rūd Moshk är lite kuperad. Runt Rūd Moshk är det glesbefolkat, med 14 invånare per kvadratkilometer. Närmaste större samhälle är Sarvandeh, 2,6 km väster om Rūd Moshk. Trakten runt Rūd Moshk är ofruktbar med lite eller ingen växtlighet.